# Alcazar (restaurant)
Pour les articles homonymes, voir Alcazar et Alcazar (Paris).
L'Alcazar est un restaurant situé au no 62, rue Mazarine dans le 6e arrondissement à Paris. Jeu de paume au XVIIe siècle, imprimerie au XVIIIe siècle, puis célèbre cabaret à partir des années 1970, l'Alcazar a été transformé en 1998 en brasserie contemporaine.

## Historique
Le lieu était occupé au XVIIe siècle par un jeu de paume. Jean-Marie Rivière, futur Présentateur du Paradis latin, et Marc Doelnitz y ouvrent en 1968 un cabaret où ils proposent des spectacles de transformistes et des revues « à plumes » et qu'ils baptisent « Alcazar ».
La chanteuse et comédienne Dani s'y produit dès 1968. Marie France est l'égérie du lieu dans les années 1970, au travers de son évocation de Marilyn Monroe.
L'établissement communiquait avec le Rock'n Roll Circus (1969-1972), une discothèque branchée dont l'entrée se situait rue de Seine et dans les toilettes de laquelle le chanteur Jim Morrison serait mort d'une overdose dans la nuit du 2 au 3 juillet 1971.
Une partie du téléfilm Le Monde sur le fil de Rainer Werner Fassbinder y a été tournée en 1973.
De 1986 à 1989, Florence Thomassin est danseuse nue à l'Alcazar.

## L'Alcazar aujourd'hui
Repris en novembre 1998 par Terence Conran, l'Alcazar est aujourd'hui un restaurant de 220 places avec vue sur les cuisines. Doté d'une verrière de 12 mètres de hauteur, d'une mezzanine et d'un bar, il possède également un salon privé pouvant accueillir des réceptions privées ou professionnelles et un club installé dans l'ancien Rock'n Roll Circus.
De février à fin avril 2012, la carte était signée par les candidats de l’émission Top Chef.